# ウェブページ作成支援サイト
ウェブページ作成支援サイト（ウェブページさくせいしえんサイト）とは、ウェブサイトの作成方法の解説からウェブ素材やスクリプト、レンタル等の情報を提供するウェブサイトのことである。